# J.C.Staff
J.C.Staff (jap. 株式会社ジェー・シー・スタッフ Kabushiki-gaisha Jē Shī Sutaffu) – japońskie studio zajmujące się animacją i produkcją anime, założone 18 stycznia 1986 roku w dzielnicy Musashino w Tokio.
Pierwszą produkcją studia było 3-odcinkowe OVA Sengoku Kidan Yōtōden z 1987.

## Produkcje[2]

### Seriale anime

#### 1986–1997
Opracowane na podstawie źródła
- Metal Fighter Miku (jap. メタルファイター・MIKU Metarufaitā MIKU)
- Zukkoke san'ningumi: Kusunoki yashiki no guruguru-sama (jap. ズッコケ三人組 楠屋敷のグルグル様　) (odcinek specjalny)
- Tōma kishinden oni (jap. 闘魔鬼神伝ONI)
- Maze bakunetsu jikū (jap. MAZE☆爆熱時空 MAZE ☆ bakunetsu jikū)
- Rewolucjonistka Utena (jap. 少女革命ウテナ shōjo kakumei utena)

#### 1998-2005
- Virus Buster Serge (1997)
- Maze (1997)
- Alice SOS (1998)
- Sorcerous Stabber Orphen (1998)
- Iketeru Futari (1999)
- Starship Girl Yamamoto Yohko (1999)
- Orphen: The Revenge (1999)
- Excel Saga (1999)
- Yami no Matsuei (2000)
- Daa! Daa! Daa! (2000–2002) (zwane również UFO Baby)
- Mahou Senshi Louie (2001) (zwane również Rune Soldier)
- PaRappa the Rapper (2001)
- A Little Snow Fairy Sugar (2001)
- Ai yori aoshi (2002)
- Azumanga Daioh (2002)
- Spiral: Suiri no Kizuna (2002)
- Nanaka 6/17 (2003)
- Mahou Tsukai ni Taisetsu na Koto (2003)
- Gunparade March (2003)
- Ikkitōsen (2003)
- R.O.D. TV (2003)
- Shingetsutan Tsukihime (2003)
- Ai Yori Aoshi ~Enishi~ (2003)
- Maburaho (2003)

#### 2004-2005
Opracowane na podstawie źródła
- Bōkyaku no senritsu (jap. 忘却の旋律)
- Sensei no ojikan (jap. せんせいのお時間)
- Daphne (jap. 光と水のダフネ Hikari to mizu no dafune)
- Karin (jap. かりん)
- Ognistooka Shana (jap. 灼眼のシャナ Shakugan no Shana)　(pierwsza seria)
- Oku-sama wa mahō shōjo (jap. 奥さまは魔法少女)
- LOVELESS
- Hachimitsu to Clover (jap. ハチミツとクローバー Hachimitsu to kurōbā) (pierwsza seria)
- Gokujō seito-kai (jap. 極上生徒会)
- Mahoraba: Heartful days (jap. まほらば　～Heartful days～)
- Starship Operators (jap. スターシップ・オペレーターズ Sutāshippu operētāzu)

#### 2006-2008
Opracowane na podstawie źródła
- Yomigaeru sora -Rescue Wings- (jap. よみがえる空 -RESCUE WINGS-)
- Hachimitsu to Clover (jap. ハチミツとクローバー Hachimitsu to kurōbā)　(druga seria)
- Zero no Tsukaima (jap. ゼロの使い魔)　(pierwsza seria)
- Ghost Hunt (jap. ゴーストハント Gōsutohanto)
- Asatte no hōkō. (jap. あさっての方向。)
- Winter Garden (jap. ウィンターガーデン Uintāgāden)
- Nodame Cantabile (jap. のだめカンタービレ Nodame kantābire)　(pierwsza seria)
- Sky Girls (jap. スカイガールズ Sukaigāruzu)
- Potemayo (jap. ぽてまよ)
- Zero no Tsukaima: Futatsuki no kishi (jap. ゼロの使い魔　双月の騎士)　(druga seria)
- Shakugan no Shana II Second (jap. 灼眼のシャナⅡ　Second)
- Kimikiss pure rouge (jap. キミキス pure rouge Kimikisu pure rouge)
- Shigofumi (jap. シゴフミ)
- Nabari no ō (jap. 隠の王)
- Slayers REVOLUTION (jap. スレイヤーズREVOLUTION Sureiyāzu REVOLUTION)
- Zero no Tsukaima: Princesse no Rondo (jap. ゼロの使い魔　三美姫の輪舞)　(trzecia seria)
- A Certain Magical Index (jap. とある魔術の禁書目録 Toaru majutsu no indekkusu)　(pierwsza seria)
- Nodame Cantabile Paris-hen (jap. のだめカンタービレ　巴里編 Nodame kantābire Pari-hen)
- Toradora! (jap. とらドラ！)

#### 2009-2012
Opracowane na podstawie źródła
- A Certain Scientific Railgun (jap. とある科学の超電磁砲 Toaru kagaku no rērugan) (1. seria)
- Taishō yakyū musume. (jap. 大正野球娘。)
- Aoi hana: Sweet Blue Flowers (jap. 青い花 Sweet Blue Flowers)
- Hatsukoi Limited (jap. 初恋限定. Hatsukoi Gentei.)
- Hayate no gotoku!! (jap. ハヤテのごとく!!)　(2. seria)
- Slayers EVOLUTION R (jap. スレイヤーズEVOLUTION-R)
- A Certain Magical Index II (jap. とある魔術の禁書目録Ⅱ Toaru majutsu no indekkusu) (2. seria)
- Tantei Opera Milky Holmes (jap. 探偵オペラ ミルキィホームズ Tantei opera mirukii hōmuzu) (1. seria)
- Demon Maiden Zakuro (jap. おとめ妖怪 ざくろ Otome yōkai Zakuro)
- Bakuman (jap. バクマン。 Bakuman.) (1. seria)
- Ōkami-san to shichinin no nakama-tachi (jap. オオカミさんと七人の仲間たち)
- Uragiri wa boku no namae wo shitteiru (jap. 裏切りは僕の名前を知っている)
- Służąca przewodnicząca (jap. 会長はメイド様! Kaichō wa meido-sama!)
- Nodame Cantabile Finale (jap. のだめカンタービレ　フィナーレ Nodame kantābire fināre) (3. seria)
- Shakugan no Shana III Final (jap. 灼眼のシャナⅢ　Final)
- Kimi to boku. (jap. 君と僕。) (1. seria)
- Bakuman 2 (jap. バクマン。 Bakuman.) (2. seria)
- Kaitō tenshi tsuin Angel: Kyunkyun ☆ tokimeki Paradise!! (jap. 快盗天使ツインエンジェル～キュンキュン☆ときめきパラダイス!!～ Kaitō tenshi tsuin enjeru ~ kyunkyun ☆ tokimeki paradaisu!!~)
- Kami-sama no memo-chō (jap. 神様のメモ帳)
- Hidan no Aria (jap. 緋弾のアリア)
- Yumekui Merry (jap. 夢喰いメリー Yumekui Merī)
- Sakura-sō no Pet na kanojo (jap. さくら荘のペットな彼女 Sakura-sō no petto na kanojo)
- Bakuman 3 (jap. バクマン。 Bakuman.) (3. seria)
- Little Busters! (jap. リトルバスターズ！ Ritoru Basutāzu!) (1. seria)
- Tantei Opera Milky Holmes Alternative ONE: Kobayashi opera to 5-mai no kaiga (jap. 探偵オペラ ミルキィホームズ Alternative ONE ～小林オペラと５枚の絵画～ Tantei opera mirukyihōmuzu Alternative ONE ~ Kobayashi opera to 5-mai no kaiga ~)
- Tantei Opera Milky Holmes Alternative TWO: Kobayashi opera to kokū no ōkarasu (jap. 探偵オペラ ミルキィホームズ Alternative TWO ～小林オペラと虚空の大鴉～ Tantei opera mirukyihōmuzu Alternative TWO ~ Kobayashi opera to kokū no ōkarasu ~)
- Joshiraku (jap. じょしらく)
- La storia della Arcana Famiglia (jap. アルカナ・ファミリア　　-La storia della Arcana Famiglia-)
- Kimi to boku. 2 (jap. 君と僕。) (2. seria)
- Ano natsu de matteru (jap. あの夏で待ってる)
- Zero no Tsukaima: F (jap. ゼロの使い魔Ｆ) (4. seria)
- Kill Me Baby (jap. キルミーベイベー Kirumībeibē)
- Tantei Opera Milky Holmes (jap. 探偵オペラ　ミルキィホームズ Tantei opera mirukyihōmuzu) (2. seria)

#### 2013-2015
Opracowane na podstawie źródła
- Golden Time (jap. ゴールデンタイム Gōrudentaimu)
- Little Busters! ~Refrain~ (jap. リトルバスターズ！～Refrain～ Ritorubasutāzu! ～Refrain～) (2. seria)
- Futari wa Milky Holmes (jap. ふたりはミルキィホームズ Futari wa mirukyihōmuzu) (3. seria)
- A Certain Scientific Railgun S (jap. とある科学の超電磁砲Ｓ) (2. seria)
- Hentai ōji to warawanai neko. (jap. 変態王子と笑わない猫。)
- selector infected WIXOSS
- Love Stage!!
- Majimoji Rurumo (jap. まじもじるるも)
- selector infected WIXOSS 2
- Fūun ishin dai shōgun (jap. 風雲維新ダイ☆ショーグン Fūun ishin dai ☆ shōgun)
- Witchcraft Works (jap. ウイッチクラフトワークス Uitchikurafutowākusu)
- Heavy Object (jap. ヘヴィーオブジェクト)
- Kangoku gakuen (jap. 監獄学園)
- Shimoneta to iu gainen ga sonzaishinai taikutsu na sekai (jap. 下ネタという概念が存在しない退屈な世界)
- Dungeon ni deai o motomeru no wa machigatteiru darō ka (jap. ダンジョンに出会いを求めるのは間違っているだろうか Danjon ni deai o motomeru no wa machigatteiru darou ka)
- Kulinarne pojedynki (jap. 食戟のソーマ Shokugeki no Sōma)
- Tantei kageki Milky Holmes TD (jap. 探偵歌劇 ミルキィホームズ ＴＤ Tantei kageki mirukyihōmuzu TD) (4. seria)

#### 2016-2018
Opracowane na podstawie źródła
- Lostorage incited WIXOSS
- Amanchu! (jap. あまんちゅ！)
- The Disastrous Life of Saiki K. (jap. 斉木楠雄のΨ難 Saiki Kusuo no psi nan)
- Kulinarne pojedynki: ni no sara (jap. 食戟のソーマ 弐ノ皿 Shokugeki no Sōma: ni no sara)
- Taboo-Tattoo (jap. タブー・タトゥー)
- Flying Witch (jap. ふらいんぐうぃっち Furaingu witchi)
- Kujira no kora wa sajō ni utau (jap. クジラの子らは砂上に歌う Kujira no kora wa sajō ni utau)
- Kulinarne pojedynki: san no sara (jap. 食戟のソーマ 餐ノ皿 Shokugeki no Sōma: san no sara)
- UQ HOLDER!: Mahō sensei negima 2 (jap. UQ HOLDER! ～魔法先生ネギま!2～; UQ HOLDER! ~ Mahō sensei negima 2 ~)
- Bachikan kiseki chōsakan (jap. バチカン奇跡調査官 Bachikan kiseki chōsakan)
- Arisu to Zōroku (jap. アリスと蔵六)
- Sōdo oratoria: Dungeon ni deai o motomeru no wa machigatteiru darō ka gaiden (jap. ソード・オラトリア ダンジョンに出会いを求めるのは間違っているだろうか外伝 Sōdo oratoria danjon ni deai o motomeru no wa machigatte iru darou ka gaiden)
- Tsuin Angel Break (jap. ツインエンジェルBREAK Tsuin enjeru BREAK)
- Urara meirochō (jap. うらら迷路帖)
- Schoolgirl Strikers (jap. スクールガールストライカーズ Sukūrugārusutoraikāzu)
- Mājinaru #4 kisu kara sōzōru Big Bang (jap. MARGINAL#4 KISSから創造るBig Bang)
- Minami Kamakura kōkō joshi jitensha-bu (jap. 南鎌倉高校女子自転車部)
- A Certain Magical Index III (jap. とある魔術の禁書目録Ⅲ Toaru majutsu no indekkusu Ⅲ)
- Hangyaku-sei Million Arthur (jap. 叛逆性ミリオンアーサー Hangyaku-sei mirion āsā)
- Satsuriku no tenshi (jap. 殺戮の天使)
- Hi Score Girl (jap. ハイスコアガール Haisukoagāru)
- Back Street Girls: Gokudolls (jap. Back Street Girls －ゴクドルズ－ Back Street Girls -gokudoruzu-)
- Planet With (jap. プラネット・ウィズ)
- Amanchu: Adobansu (jap. あまんちゅ～あどばんす～)
- Kulinarne pojedynki: san no sara (tōtsuki ressha-hen) (jap. 食戟のソーマ 餐ノ皿 （遠月列車篇） Shokugeki no Sōma: san no sara (tōtsuki ressha-hen))
- Last Period: Owari naki rasen no monogatari (jap. ラストピリオド -終わりなき螺旋の物語- Rasutopiriodo - owari naki rasen no monogatari -)
- Lostorage conflated WIXOSS
- The Disastrous Life of Saiki K. 2 (jap. 斉木楠雄のΨ難 第2期 Saiki Kusuo no psi nan dai 2 ki)

#### 2019-2021
Opracowane na podstawie źródła
- Kulinarne pojedynki: Shin no sara (jap. 食戟のソーマ 神ノ皿 Shokugeki no Sōma: shin no sara)
- Hi Score Girl 02 (jap. ハイスコアガールⅡ Haisukoagāru Ⅱ)
- Dungeon ni deai o motomeru no wa machigatteiru darō ka II (jap. ダンジョンに出会いを求めるのは間違っているだろうかⅡ Danjon ni deai o motomeru no wa machigatte irudarou ka Ⅱ)
- Tsūjō kōgeki ga zentai kōgeki de ni-kai kōgeki no okāsan wa sukidesu ka? (jap. 通常攻撃が全体攻撃で二回攻撃のお母さんは好きですか？)
- A Certain Scientific Accelerator (jap. とある科学の一方通行 Toaru kagaku no akuserarēta)
- Machikado mazoku (jap. まちカドまぞく)
- One-Punch Man (jap. ワンパンマン Wanpanman)
- Date A Live 3 (jap. デート・ア・ライブⅢ Dēto a raibu Ⅲ)
- Dungeon ni deai o motomeru no wa machigatteiru darō ka Ⅲ (jap. ダンジョンに出会いを求めるのは間違っているだろうかⅢ Danjon ni deai o motomeru no wa machigatte irudarou ka Ⅲ)
- Kulinarne pojedynki: Gō no sara (jap. 食戟のソーマ 豪ノ皿 Shokugeki no Sōma: gō no sara)
- Zo-zo-zo-zombie-kun (jap. ゾゾゾゾンビーくん Zozozozonbī-kun)
- Mewkledreamy (jap. ミュークルドリーミー Myūkurudorīmī)
- A Certain Scientific Railgun T (jap. とある科学の超電磁砲T Toaru kagaku no rērugan T)
- Shinigami bocchan to Maid (jap. 死神坊ちゃんと黒メイド Shinigami bocchan to kuro meido)
- Genjitsu shugi yūsha no ōkoku saiken-ki (jap. 現実主義勇者の王国再建記)
- Mewkledreamy Mix (jap. ミュークルドリーミーみっくす Myūkurudorīmī mikkusu)
- Edens zero
- Blue Reflection Ray (jap. BLUE REFLECTION RAY/澪 Blue Reflection Ray / Rei)
- Yakuza w fartuszku. Kodeks perfekcyjnego pana domu (jap. 極主夫道 Goku shufu-dō)
- Sentōin, hakenshimasu! (jap. 戦闘員、派遣します！)
- Maiko-san chi no makanai-san (jap. 舞妓さんちのまかないさん)
- Skate-Leading Stars (jap. スケートリーディングスターズ Sukētorīdingusutāzu)
- WIXOSS DIVA(A)LIVE

#### 2022
Opracowane na podstawie źródła
- Dungeon ni deai o motomeru no wa machigatteiru darō ka IV: shin fumi meikyū-hen (jap. ダンジョンに出会いを求めるのは間違っているだろうかIV 新章 迷宮篇 Danjon ni deai o motomeru no wa machigatteiru darou ka IV shin fumi meikyū-hen)
- Shokei shōjo no ikiru michi (jap. 処刑少女の生きる道)
- Machikado mazoku: 2-chōme (jap. まちカドまぞく 2丁目 Machikado mazoku 2-chōme)
- Requiem króla róż (jap. 薔薇王の葬列 Bara-ō no sōretsu)
- Shikkaku mon no saikyō kenja (jap. 失格紋の最強賢者)
- Genjitsu shugi yūsha no ōkoku saiken-ki dainibu (jap. 現実主義勇者の王国再建記 第二部)

### OVA

#### 1986–1991
Opracowane na podstawie źródła.
- Sengoku kitan yōtōden: Hagoku no shō (jap. 戦国奇譚　妖刀伝[Ⅰ]　破獄の章)
- Elf 17 (jap. エルフ・17（セブンティーン） Erufu 17 (sebuntīn))
- Digital Devil monogatari: Megami tenshō (jap. デジタル・デビル物語 女神転生 Dejitaru debiru monogatari megamitenshō)
- Sengoku kitan yōtōden: Kikoku no shō (jap.  戦国奇譚　妖刀伝[Ⅱ]　鬼哭の章)
- High School Agent (chōhōin) (jap. ハイスクールAGENT（諜報員）)
- High School Agent (chōhōin) 2: U-bot o oe! (jap. ハイスクールAGENT（諜報員）Ⅱ／Uボートを追え！)
- Kyōfu no baio ningen: Saishūkyōshi (jap. 恐怖のバイオ人間　最終教師)
- Gakuen benriya Series AntiqueHeart (jap. 学園便利屋シリーズ　AntiqueHeart（アンティークハート） Gakuen benri-ya shirīzu AntiqueHeart (antīkuhāto))
- Kosuke-sama Rikimaru-sama konpeitō no ryū (jap. 小助さま　力丸さま コンペイ島の竜)
- Sengoku kitan yōtōden: Enjō no shō (jap.  戦国奇譚　妖刀伝[Ⅲ]　炎情の章)
- Kyomu senshi Miroku (jap. 虚無戦史MIROKU)
- Cleopatra D.C. FORTUNE 1. Apollo no kaminari (jap. クレオパトラD.C.　FORTUNE 1. アポロンの雷 Kureopatora D. C. FORTUNE 1. Aporon no kaminari)
- Yōma (jap. 妖魔)
- Fūma no kojirō: Yasha-hen (jap. 風魔の小次郎　夜叉篇)
- Shin kyaputen Tsubasa (jap. 新キャプテン翼 Shin kyaputen Tsubasa)
- Ariel Visual: Scebai saidai no kiki (jap. Ariel Visual　　SCEBAI最大の危機)
- Earthian (jap. アーシアン Āshian)
- Yajikita gakuen dōchūki: maboroshi no sumeragi ichizoku-hen (jap. やじきた学園道中記　幻の皇一族編 Yajikitagakuendōchūki maboroshi no sumeragi ichizoku-hen)
- Dog Soldier (jap. ドッグソルジャー Doggusorujā)
- Cleopatra D.C. 2 FORTUNE 2. Crystal Pharaoh (jap. クレオパトラD.C. 2 FORTUNE 2. クリスタル・ファラオ KureopatoraD.C. 2 FORTUNE 2. Kurisutaru farao)
- Ankokushin denshō: bushin (jap. 暗黒神伝承　武神)
- On'na senshi Efe & Jira: Goude no monshō (jap. 女戦士エフェ＆ジーラ　グーデの紋章 On'na senshi efe & jīra gūde no monshō)
- Fūma no kojirō: Seiken sensō-hen (jap. 風魔の小次郎　聖剣戦争篇)
- Earthian 2 (jap. アーシアンⅡ EARTHIANⅡ)
- Majūsensen (jap. 魔獣戦線)
- Deluxe Ariel
- Cleopatra D.C. FORTUNE 3. Pandora no hako (jap. クレオパトラD.C. FORTUNE 3. パンドラの匣 KureopatoraD.C. FORTUNE 3. Pandora no hako)
- Ipponbōchō mantarō (jap. 一本包丁満太郎)
- Yajikita gakuen dōchūki: Botan bojō-hen (jap. やじきた学園道中記 　牡丹慕情編)
- Yami no shihōkan Judge (jap. 闇の司法官ジャッジ Yami no shihōkan jajji)
- Chō bakumatsu shōnen seiki Takamaru (jap. 超幕末少年世紀タカマル)

#### 1992-1994
- The Super Dimension Century Orguss 02 (1992)
- Appleland Monogatari (1992)
- Konpeki no Kantai (1995)
- Level C (1995)
- New Dominion Tank Police (1993–1994)
- Idol Defense Force Hummingbird (1993–1995)
- Arslan senki (1995)

#### 1995-1997
Opracowane na podstawie źródła.
- Ginga ojōsama densetsu Yuna: Kanashimi no seirēn (jap. 銀河お嬢様伝説ユナ　哀しみのセイレーン)
- Arslan senki: Seibakoei (jap. アルスラーン戦記　征馬孤影 Arusurān senki seibakoei)
- Kodomo no omocha (jap. こどものおもちゃ)
- Konpeki no kantai (jap. 紺碧の艦隊)　(druga seria)
- Shin megami tensei: Tōkyō mokushiroku (jap. 真・女神転生　東京黙示録)
- Udauda yatteru hima wa ne (jap. ウダウダやってるヒマはねェ！)
- Ginga ojōsama densetsu Yuna: Shin'an no fearii (jap. 銀河お嬢様伝説ユナ　深闇のフェアリイ)
- Chōjin gakuen goukaizā (jap. 超人学園ゴウカイザー)
- Earthian 3 (jap. アーシアン　Ⅲ Āshian Ⅲ)
- Baisuton weru monogatari: Gāzei no tsubasa (jap. バイストン・ウェル物語　ガーゼィの翼)
- Shin hariken Polymar (jap. 新・破裏拳ポリマー)
- Slayers Special (jap. スレイヤーズすぺしゃる Sureiyāzu supesharu)　(pierwsza seria)
- Poririn gekijō: Maze bakunetsu jikū - daitan sutekina chōsen-sha!! (jap. ポリリン劇場　MAZE☆爆熱時空　大胆素敵な挑戦者!! Poririn gekijō MAZE ☆ bakunetsu jikū daitan sutekina chōsen-sha! !)
- Tōshinden (jap. 闘神伝)
- Konpeki no kantai (jap. 紺碧の艦隊)　(trzecia seria)
- Sore yuke! Uchū senkan Yamamoto Yōko (jap. それゆけ！宇宙戦艦ヤマモト・ヨーコ)　(pierwsza seria)
- Detatoko Princess (jap. でたとこプリンセス Deta toko purinsesu)
- Den'nō sentai Voogie's Angel (jap. 電脳戦隊ヴギィ'ズ★エンジェル Den'nō sentai vugyi'zu ★ Enjeru)
- Princess Rouge (jap. プリンセス・ルージュ Purinsesu rūju)
- Sore yuke! Uchū senkan Yamamoto Yōko 2 (jap. それゆけ！宇宙戦艦ヤマモト・ヨーコⅡ)　(druga seria)
- Konpeki no kantai tokubetsu-hen: Sōrai kaihatsu monogatari (jap. 紺碧の艦隊　特別編 　蒼莱開発物語)
- Kyokujitsu no kantai (jap. 旭日の艦隊)　(pierwsza seria)

#### 1998-2008
- Detatoko Princess (1998)
- Yume de Aetara (1998)
- Nekojiru-so (2001) (zwane również Cat Soup)
- Alien Nine (2001)
- Eiken (2003)

#### 2004-2008
Opracowane na podstawie źródła
- Sensei no ojikan: Go-rudo　ご～るど (jap. せんせいのお時間　ご～るど)
- Sky Girls (jap. スカイガールズ Sukaigāruzu)
- Shakugan no Shana SP (jap. 灼眼のシャナＳＰ) (odcinek: Koi to onsen no kōgai gakushū! (jap. 恋と温泉の校外学習!))

#### 2009-2012
Opracowane na podstawie źródła
- Shakugan no Shana S (jap. 灼眼のシャナＳ)
- Nodame Cantabile (jap. のだめカンタービレ Nodame kantābire)
- Hayate no gotoku!! (jap. ハヤテのごとく!!)
- A Certain Scientific Railgun (jap. とある科学の超電磁砲 Toaru kagaku no rērugan) (odcinek Misaka-san wa ima chūmoku no-tekidesukara (jap.  御坂さんはいま注目の的ですから))
- A Certain Scientific Railgun (jap. とある科学の超電磁砲 Toaru kagaku no rērugan) (odcinek Entenka no satsuei moderu mo raku jaarimasen wa ne. (jap. 炎天下の撮影モデルも楽じゃありませんわね。))
- Kyō, koi wo hajimemasu (jap. 今日、恋をはじめます)
- Nodame Cantabile (jap. のだめカンタービレ Nodame kantābire) (dołączona do 24. tomu mangi.)
- Denjarasu Jii-san (jap. でんぢゃらすじーさん邪)

#### 2013-2021
Opracowane na podstawie źródła
- Kill Me Baby Super (jap. キルミーベイベー・スーパー Kirumībeibē sūpā)
- Joshiraku (jap. じょしらく)
- LOVE STAGE!! Special☆ (jap. LOVE STAGE!!　スペシャル☆ LOVE STAGE!! Supesharu ☆)
- Ano natsu de matteru: Tokubetsu-hen (jap. あの夏で待ってる　特別編)
- A Certain Scientific Railgun S (jap. とある科学の超電磁砲Ｓ  Toaru kagaku no rērugan S)
- Little Busters! EX (jap. リトルバスターズ！EX ritorubasutāzu! EX)
- Kaitō tenshi tsuin Angel: Kyunkyun ☆ tokimeki Paradise!! (jap. 快盗天使ツインエンジェル～キュンキュン☆ときめきパラダイス!!～ Kaitōtenshitsuin'enjeru ~ kyunkyun ☆ tokimeki paradaisu!!~)
- Witchcraft Works (jap. ウイッチクラフトワークス Uitchikurafutowākusu)
- The Disastrous Life of Saiki K.: Reawakened (jap. 斉木楠雄のΨ難 Ψ始動編 Saiki Kusuo no psi nan: psi shidō-hen)

### Filmy

#### 1986–1997
Opracowane na podstawie źródła.
- Gekijōban Sengoku kitan yōtōden: Sōshūhen (jap. 劇場版　 戦国奇譚　妖刀伝　総集編)
- Darkside Blues (jap. ダークサイド・ブルース Dākusaido burūsu)
- Darkside Blues (jap. ダークサイド・ブルース Dākusaido burūsu) (wersja kinowa, część 1)
- Darkside Blues RETURN (jap. ダークサイド・ブルースRETURN Dākusaido burūsu RETURN) (wersja kinowa, część 2)
- Darkside Blues Great (jap. ダークサイド・ブルースぐれえと Dākusaido burūsu gureeto) (wersja kinowa, część 3)
- Mahō gakuen Lunar! Aoi ryū no himitsu (jap. 魔法学園LUNAR！ 青い竜の秘密)

#### 2006-2008
Opracowane na podstawie źródła
- Gekijōban Shakugan no Shana (jap. 劇場版　灼眼のシャナ)

#### 2009-2018
Opracowane na podstawie źródła
- A Certain Magical Index: Endymion no kiseki (jap. とある魔術の禁書目録 ―エンデュミオンの奇蹟― Toaru majutsu no indekkusu: Endymion no kiseki)
- Aki no kanade (jap. アキの奏で)
- Tantei Opera Milky Holmes: Gyakushū no Milky Holmes (jap. 探偵オペラ ミルキィホームズ ～逆襲のミルキィホームズ～ Tantei opera mirukyihōmuzu: gyakushū no mirukyihōmuzu)
- selector destructed WIXOSS

#### 2019-2021
Opracowane na podstawie źródła
- KonoSuba: God’s Blessing on This Wonderful World! Legend of Crimson (jap. 映画 この素晴らしい世界に祝福を！ 紅伝説 Kono subarashī sekai ni shukufuku o! Kurenai densetsu)
- DanMachi: Arrow of the Orion (jap. ダンジョンに出会いを求めるのは間違っているだろうか オリオンの矢 Danjon ni deai o motomeru no wa machigatte irudarou ka Orion no ya)
- Ai no uta koe o kikasete (jap. アイの歌声を聴かせて)
- Kud Wafter (jap. クドわふたー)
- ARIA The CREPUSCOLO